# أمير أباد (غودرزي)
أمیر أباد (بالفارسية: امیرآباد) هي مستوطنة تقع في إيران في قسم غودرزي الريفي. يقدر عدد سكانها بـ 140 نسمة بحسب إحصاء 2016.